# Інгер Міллер
Інгер Міллер (англ. Inger Miller нар. 12 червня 1972, Лос-Анджелес) — американська легкоатлетка, спринтерка, олімпійська чемпіонка, чемпіонка світу і призер чемпіонатів світу.

## Біографія
Інгер Міллер — донька олімпійського чемпіона з бігу Леннокса Міллера.
Вона народилася в Лос-Анджелесі, навчалася в школі Пасадени, а потім в Університеті Південної Каліфорнії. Під час спортивної кар'єри була членом команди Hudson Smith International.
На Олімпійських іграх 1996 у складі збірної США стала чемпіонкою в естафеті 4х100 метрів.
На чемпіонатах світу з легкої атлетики виграла дві золотих і дві срібних нагороди. Крім того, на чемпіонаті світу з легкої атлетики 2001 в естафеті 4х100 метрів збірна США, до складу якої входила Інгер Міллер, фінішувала першою, але у 2004 році була дискваліфікована після того, як член команди Келлі Вайт зізналася у використанні стероїдів.